# فاليريان

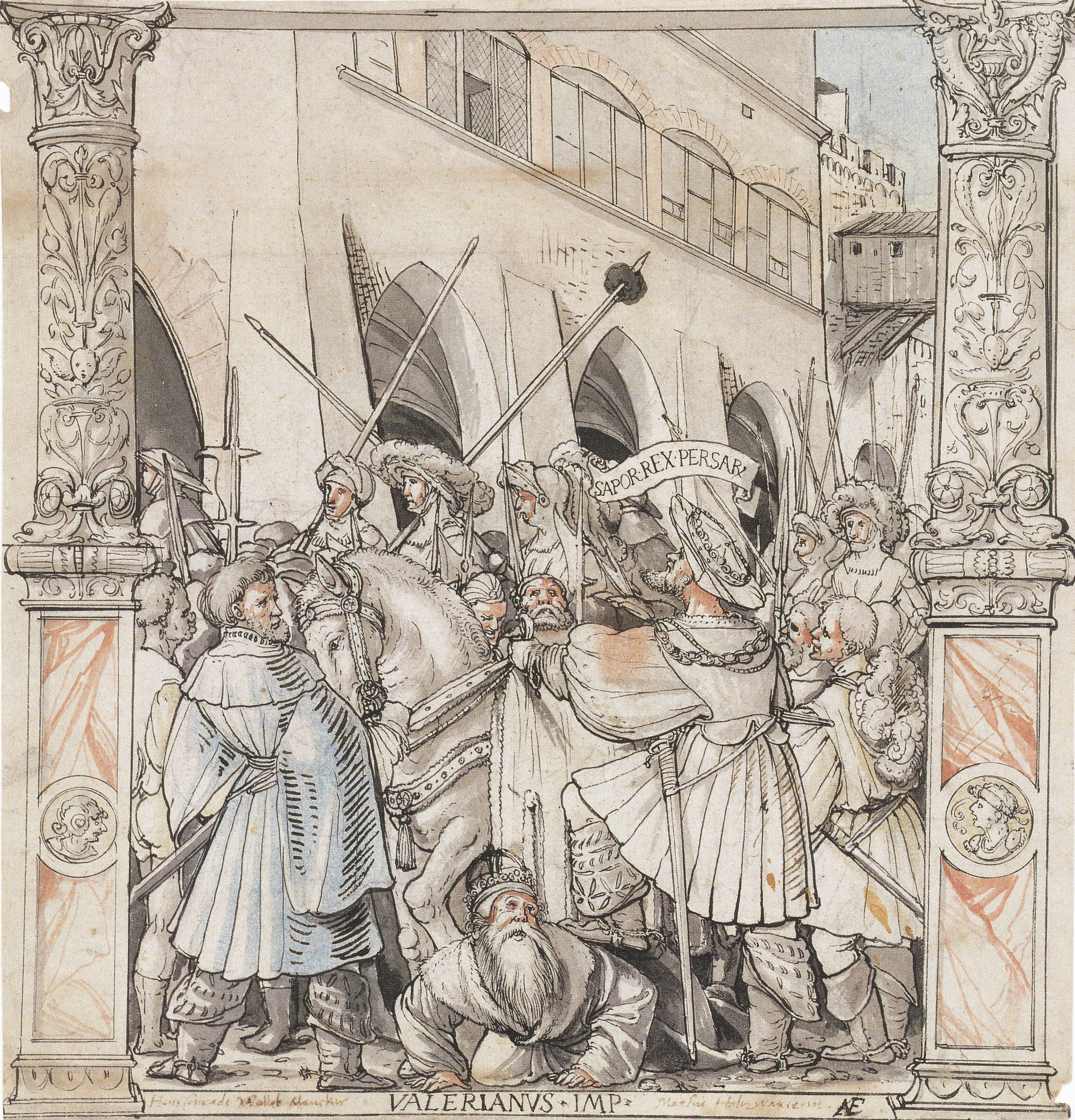
إذلال إمبراطور الروم فاليريان من قبل إمبراطور الفرس شابور، رسم للفنان هانس هولباين الصغير

كان فاليريان (باللاتينية: Publius Licinius Valerianus Augustus) (باللاتينية: بابليوس ليسينيوس فاليريانوس؛ نحو عام 199 – 260 أو 264) إمبراطورًا رومانيًا من 22 أكتوبر عام 253 إلى ربيع عام 260 بعد الميلاد. أُسر من قِبل الإمبراطور الفارسي، شابور الأول، عقب معركة إديسا (الرها)، وكان بذلك أول إمبراطور روماني يؤخذ أسير حربٍ، مما سبب صدمة واضطرابًا في كافة أنحاء الإمبراطورية الرومانية. ولّدَ هذا الحدث غير المسبوق والمصير المجهول للإمبراطور المأسور ردود أفعال متباينة و«روايات جديدة حول الإمبراطورية الرومانية في أُطرٍ مختلفة».

## سيرة ذاتية

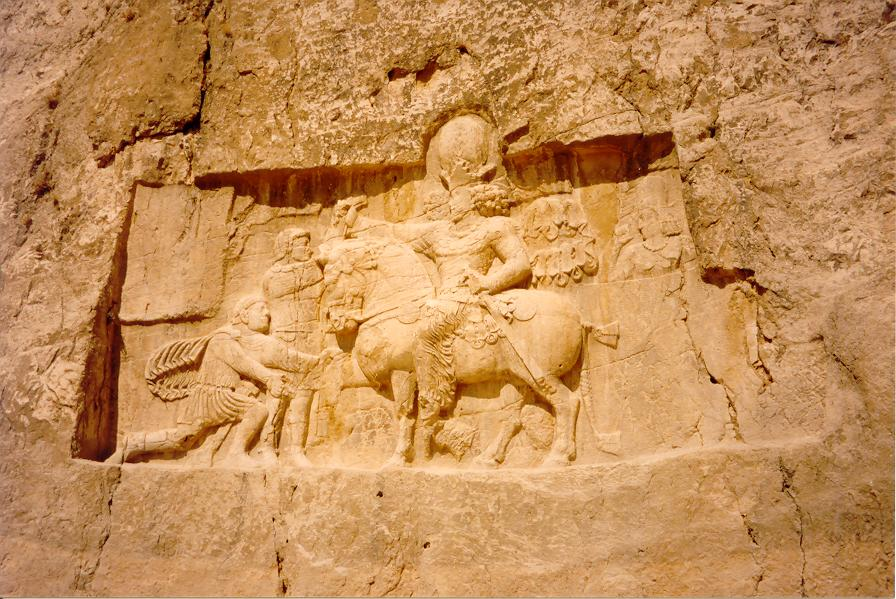
نقش بارز يصوّر الإمبراطور الروماني فيليب العربي راكعًا أمام شابور الأول، بينما يظهر الإمبراطور فاليريان واقفًا في الخلف أسيرًا لدى شابور. عُثر عليه في نقش رستم، شيراز، إيران.

### النشأة والبروز إلى السلطة
على عكس العديد من الأباطرة المحتملين والمتمردين الذين تنافسوا على سلطة الإمبراطورية الرومانية أثناء أزمة القرن الثالث، كان فاليريان من عائلة نبيلة وتقليدية لطالما وُجد أفرادها في مجلس الشيوخ. لا يوجد تفاصيل كثيرة حول بدايات حياته، عدا عن زواجه من إغناتيا مارينيانا، الذي أنجب منها ابنان: الإمبراطور اللاحق بوبليوس ليسينوس إيغناطيوس غالينوس وفاليريانوس الصغير.
كان قنصلًا للمرة الأولى إما قبل عام 238 بعد الميلاد بصفة قنصل مُكلَّف (سفيكتوس) أو في عام 238 بصفة قنصل دوري (أورديناريوس). أصبح في عام 238 برينسيبيس سيناتوس (أي عضو مجلس الشيوخ الأول) وتفاوض غورديان الأول من خلاله من أجل إقرار مجلس الشيوخ لمطلبه بأن يكون إمبراطورًا. في عام 251 بعد الميلاد، حين أحيا ديكيوس مفهوم الرقابة من خلال سلطات تشريعية وتنفيذية موسعة لدرجة أنها تبنت فعليًا السلطة المدنية للإمبراطور، اختار المجلس فاليريان رقيبًا، إلا أنه رفض قبول المنصب. أثناء حكم ديكيوس كان فاليريان مسؤولًا عن الشؤون الداخلية في روما حين توجه ذلك الأمير [ديكيوس] لحملته الأخيرة المشؤومة في إيليريكوم. عُيّن في ظل الإمبراطور تريبونيانوس غالوس قائدًا لجيشٍ مُجمّع على الأرجح من حاميات الإمارات الألمانية التي ربما كانت مخصصة للاستخدام في حربٍ ضد الفرس. على أي حال، حين كان على تريبونيانوس غالوس مواجهة تمرد أميليانوس عام 253 بعد الميلاد لجأ إلى فاليريان من أجل المساعدة في سحق محاولة التمرد هذه. توجه فاليريان جنوبًا لكن بعد فوات الأوان: قُتل غالوس من قِبل قواته الخاصة، الذين انضموا إلى أميليانوس قبل وصول فاليريان. أعلن الجنود الريتيين بعدها فاليريان إمبراطورًا واستمروا في مسيرهم تجاه روما. عقب وصوله في أواخر سبتمبر، انشقت فيالق أميليانوس بقتله وإعلان فاليريان إمبراطورًا. في روما، سرعان ما اعترف مجلس الشيوخ بفاليريان، ليس خشيةً من الأعمال الانتقامية فحسب بل لأنه كان واحدًا منهم أيضًا.

### حكمه وسقوطه
كان أول إجراء لفاليريان بعد تسلمه الإمبراطورية في 22 أكتوبر 253، تعيين ابنه غالينوس قيصرًا. في بدايات حكمه، أصبحت الشؤون الداخلية في أوروبا من سيئ إلى أسوأ، وسقط الغرب بأكمله في فوضى. في الشرق، سقطت أنطاكية في أيدي الساسانيين واحتُلت أرمينيا من قِبل شابور الأول. تقاسم فاليريان وغالينوس مشاكل الإمبراطورية بينهما، تولى الابن مشاكل الغرب، وتوجه الأب شرقًا لمواجهة التهديد الفارسي.
في عام 254، 255 و257، أصبح فاليريان مرة أخرة قنصلًا دوريًا. بحلول عام 257، استعاد أنطاكية وأعاد إمارة سوريا إلى السيطرة الرومانية. في السنة التالية، اجتاح القوطيون آسيا الصغرى. في عام 259، تحرك فاليريان إلى إديسا، لكن انتشار وباء الطاعون قتل عددًا كبيرًا من جنود الفيالق، مما أضعف موقف الرومان، وحوصرت المدينة من قِبل الفرس. في بدايات عام 260، هُزم فاليريان في معركة إديسا وأُسر لبقية حياته. كان أسر فاليريان هزيمة فادحة للرومان.